# Campionati del mondo di ciclismo su strada 1957
I Campionati del mondo di ciclismo su strada 1957 si disputarono a Waregem in Belgio il 17 e 18 agosto 1957.
Furono assegnati due titoli:
- Prova in linea maschile Dilettanti, gara di 190,400 km
- Prova in linea maschile Professionisti, gara di 285,600 km

## Storia
Nel mondiale casalingo fu ancora il Belgio a vincere il titolo mondiale, il terzo consecutivo, ancora con Rik Van Steenbergen che vinse in volata su un gruppo ristretto formato dai connazionali Rik Van Looy e Alfred De Bruyne e i francesi Jacques Anquetil, André Darrigade e Louison Bobet. Su settanta corridori partiti, quarantuno conclusero la prova.
Al Belgio andò anche il titolo dilettanti con Louis Proost.

## Medagliere
| Pos.   | Nazione     | Oro | Argento | Bronzo | Totale |
| ------ | ----------- | --- | ------- | ------ | ------ |
| 1      | Belgio      | 2   | 0       | 0      | 2      |
| 2      | Francia     | 0   | 1       | 1      | 2      |
| 3      | Italia      | 0   | 1       | 0      | 1      |
| 4      | Paesi Bassi | 0   | 0       | 1      | 1      |
| Totale | Totale      | 2   | 2       | 2      | 6      |

## Sommario degli eventi
| Eventi                 | Oro                        | Tempo                      | Argento                  | Tempo | Bronzo                     | Tempo |
| Uomini Professionisti  |                            |                            |                          |       |                            |       |
| Gara in linea dettagli | Rik Van Steenbergen Belgio | 7h43'10" Media 36,997 km/h | Louison Bobet Francia    | s.t.  | André Darrigade Francia    | s.t.  |
| Uomini Dilettanti      |                            |                            |                          |       |                            |       |
| Gara in linea dettagli | Louis Proost Belgio        | 5h05'05"                   | Arnaldo Pambianco Italia | ?     | Schalk Verhoef Paesi Bassi | ?     |